# Gustave Bucher de Chauvigné
Pour les articles homonymes, voir Bucher de Chauvigné.
Gustave Bucher de Chauvigné, né le 12 avril 1802 à Angers, mort le 22 juin 1866 à Angers, est un homme politique français, député de Maine-et-Loire de 1849 à 1851 et de 1852 à 1866.

## Biographie

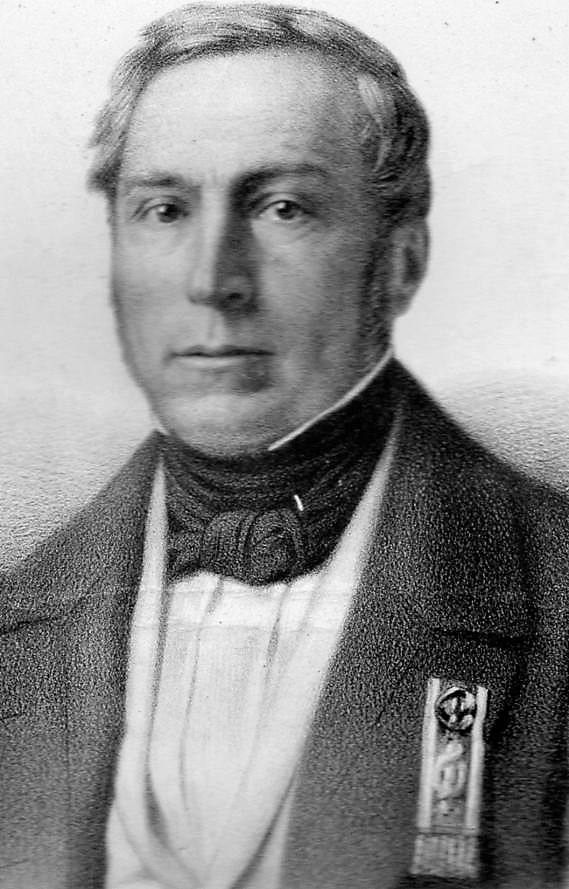
Portrait de Gustave Bucher de Chauvigné vers 1848.

Il est le fils d'un ancien chef militaire chouan,, Auguste François Bucher de Chauvigné dit Lowinski (1772-1803).
Magistrat sous la Seconde Restauration, il démissionne en 1830 lors de la Révolution de juillet, ne voulant pas prêter serment à la branche cadette des Bourbons
En 1832 il prend part au menées légitimistes. Il entre au conseil général de Maine-et-Loire en 1842 dont il sera le secrétaire pendant neuf ans. C'est un proche du ministre de l'Instruction publique, le comte Alfred de Falloux,, du député Charles Louvet qui fut ministre de l'Agriculture et du Commerce en 1870 et des députés Segris et Las Cases.
Représentant du peuple en 1848, conseiller général pour le canton du Lion-d'Angers, grâce à l'influence du clergé du département il est élu député de Maine-et-Loire de 1849 à 1851, siégeant à droite, et de 1852 à 1866, siégeant comme légitimisterallié au régime impérial de Napoléon III. Vice président du conseil général de Maine-et-Loireen 1857, 1859, 1860,1861, 1862 et 1865.
En 1852, il accepte le soutien du gouvernement de Napoléon III pour sa candidature en déclarant toutefois aux journaux du département; « Qu'il n'avait point sollicité cet appui, ce qui lui laissait toute son indépendance et la liberté de suivre les inspirations de sa conscience. »
Corentin Guyho dans son « Études d'histoire parlementaire » décrit ainsi le député de Chauvigné ; « qui porte sur son visage aux traits anguleux, aux rides droites, au teint dur, la raideur de l'ancien magistrat et la fierté de l'agriculteur dont les blés murissent sans qui les salue ».

Il se marie à Feneu avec la fille du marquis de Senonnes, Gabrielle Mélanie de la Motte-Baracé de Senonnes (1808-1857) en mars 1831. Le couple a trois enfants, l’aîné Anselme (Marie) Bucher de Chauvigné (1834-1910) puis deux jumeaux, en 1841, Reine-Marie Thérèse (1841-1900) et Maurice-Auguste (1841-1888) Bucher de Chauvigné qui fut un proche du généalogiste Théodore Courtaux.  

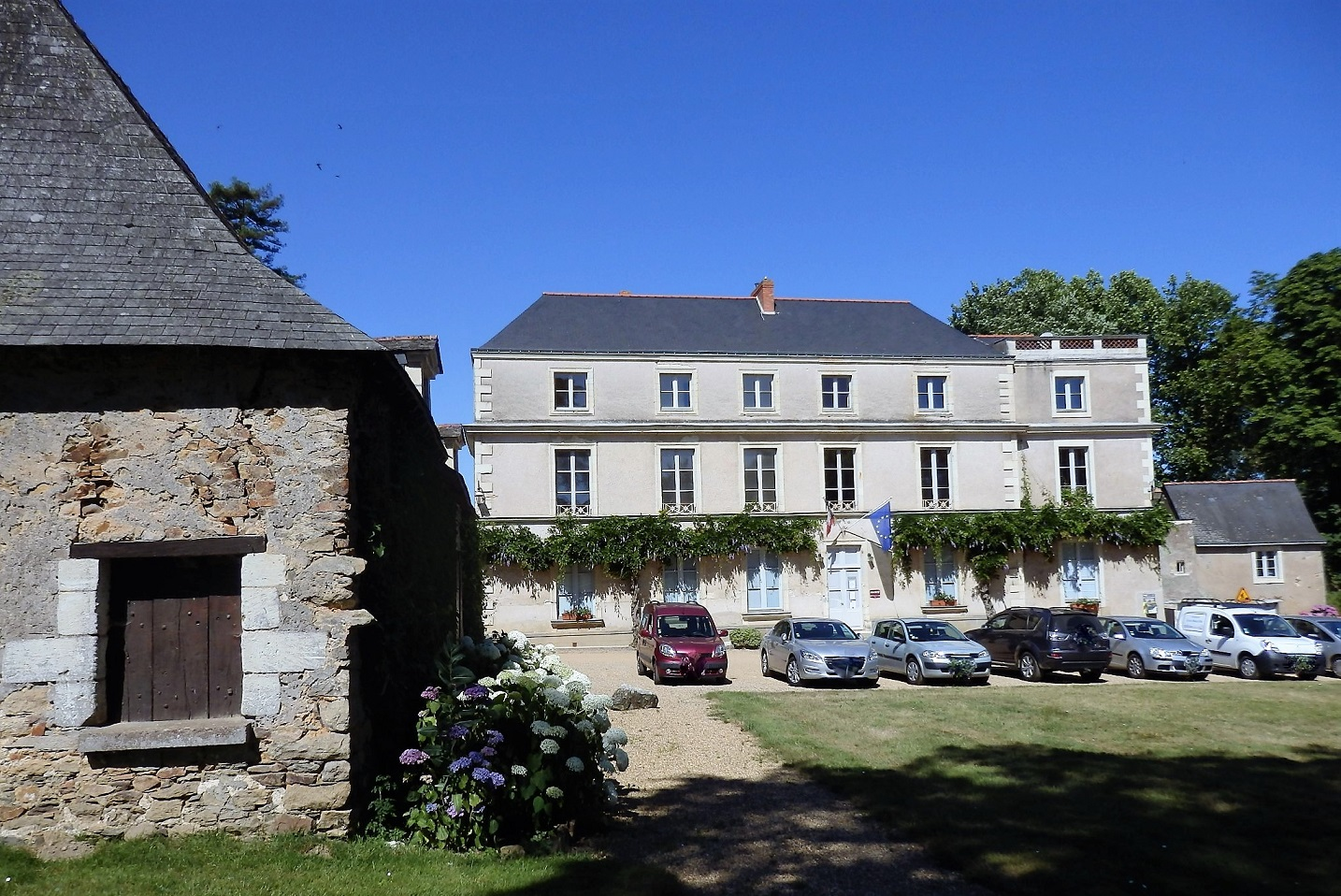
Vue de la mairie de Grez-Neuville (49), ancien château du Port

Propriétaire du château du Port à Grez (future mairie de Grez-Neuville), il est élu maire, de la commune de Grez-Neuville, en Maine-et-Loire, en 1848. Il y sera réélu jusqu’à son décès en 1866.
Le 6 août 1860 il est nommé Chevalier de la Légion d’Honneur.
Il repose au cimetière de Grez-Neuville.

## Sources
- « Gustave Bucher de Chauvigné », dans Adolphe Robert et Gaston Cougny, Dictionnaire des parlementaires français, Edgar Bourloton, 1889-1891 [détail de l’édition]
- Archives nationales de France - Base de données Léonore.
- Galerie historique et critique du dix-neuvième siècle, Volume 2, par Henry Lauzac (Bibliothèque nationale de France, département Philosophie, histoire, sciences de l'homme, G-6254).
- Émigration et Chouannerie, Mémoire du général de la Frégeoliere, pages 15, 131, 231, 253, 352, 353, 359.